# Marianne Leisching
Marianne Leisching (* 11. Juli 1896 in Wien; † 31. Jänner 1971 in Amsterdam) war eine österreichische Kunsthandwerkerin, Textilkünstlerin und Emailkünstlerin.

## Leben und Werk
Sie war die Tochter von Adele Leisching, geborene Margulies (1861–1900). Ihr Vater war der Kunsthistoriker und Direktor des Österreichischen Museums für Kunst und Industrie, Eduard Leisching (1858–1938). Die Künstlerin Elisabeth Leisching (1900–1980) war ihre Schwester, Ilse Bernheimer ihre Cousine. Sie war das Patenkind der Frauenrechtlerin Marianne Hainisch.
Von 1915 bis 1919 studierte Marianne Leisching an der Kunstgewerbeschule Wien, unter anderem in der Fachklasse Architektur bei Josef Hoffmann und in der Emailwerkstätte bei Adele von Stark. Ab 1923 arbeitete sie in der Künstlerwerkstätte der Wiener Werkstätte (WW). Dort schuf sie Emailarbeiten wie Aschenschalen, Zigarettenbecher, Zündholzschachtelbehälter, Bilder und Schmuck. Sie führte weiter Emailarbeiten ihrer Künstlerkolleginnen aus. Darüber hinaus entwarf sie Stoff- und Teppichmuster.
Marianne und Elisabeth Leisching emigrierten 1939 in die Niederlande und wohnten dort im Atelier der Kunstbuchbinderin Elisabeth Menalda. Menalda und die Leischings kannten sich schon in den 1920er Jahren. Menalda arbeitete 1926 in der Buchbinderei Lysakowsky in Wien. Sie wohnte in Amsterdam neben Jan Eisenloeffel, der auch mit Marianne Leisching bekannt war. Elisabeth Leisching arbeitete in den Niederlanden als Haushälterin. Marianne Leisching erzielte ihr Einkommen als Modistin. Sie hielt den Kontakt zu Lotte Calm aufrecht, die in Wassenaar lebte. Aus der Zeit um 1959 hat sich ein Briefwechsel zu Alice Fischer erhalten. Beide Künstlerinnen hielten darin Erinnerungen an die Wiener Werkstätten fest.
Marianne Leisching starb mit 74 Jahren. Ihre im Alter von fast 80 Jahren 1980 verstorbene Schwester und sie wurden auf dem Friedhof Westerveld in Driehus/Velsen bestattet.

## Werke (Auswahl)
- vor 1923: WW-Stoff[3]
- vor 1923: WW-Stoff[4]
- vor 1923: WW-Stoff[5]
- vor 1923: WW-Stoff[6]
- vor 1923: WW-Stoff[7]
- vor 1923: WW-Stoff[8]
- vor 1923: WW-Stoff[9]
- vor 1923: WW-Stoff[10]
- vor 1923: WW-Stoff[11]
- vor 1923: WW-Stoff[12]
- vor 1923: WW-Stoff[13]
- um 1923: WW-Stoff[14]
- um 1923: WW-Stoff[15]
- um 1923: WW-Stoff[16]
- um 1923: WW-Stoff[17]
- um 1923: WW-Stoff[18]
- um 1923: WW-Stoff[19]
- um 1923: WW-Stoff[20]
- um 1923: WW-Stoff[21]
- um 1923: WW-Stoff[22]
- um 1923: WW-Stoff[23]
- um 1923: WW-Stoff[24]
- um 1923: WW-Stoff[25]
- um 1923: WW-Stoff[26]
- um 1923: WW-Stoff[27]
- um 1923: WW-Stoff[28]
- um 1923: WW-Stoff[29]
- um 1923: WW-Stoff[30]
- um 1923: WW-Stoff[31]
- um 1923: WW-Stoff[32]
- um 1923: WW-Stoff[33]
- um 1923: WW-Stoff[34]
- um 1923: WW-Stoff[35]
- um 1923: WW-Stoff[36]
- um 1923: WW-Stoff[37]
- um 1923: WW-Stoff[38]
- um 1923: WW-Stoff[39]
- um 1923: WW-Stoff[40]
- um 1923: WW-Stoff[41]
- um 1923: WW-Stoff[42]
- um 1923: WW-Stoff[43]
- um 1923: WW-Stoff[44]
- um 1923: WW-Stoff[45]
- um 1923: WW-Stoff[46]
- um 1923: WW-Stoff[47]
- um 1923: WW-Stoff[48]
- um 1923: WW-Stoff[49]
- um 1923: WW-Stoff[50]
- um 1923: WW-Stoff[51]
- um 1923: WW-Stoff[52]
- um 1923: WW-Stoff[53]
- um 1923: WW-Stoff[54]
- um 1923: WW-Stoff „Gilde“[55]
- um 1923: WW-Stoff „Legende“[56]
- um 1923: WW-Stoff „Union“[57]
- um 1923: WW-Stoff „Hektor“[58]
- um 1923: Entwurf Teppich[59]
- um 1923: Entwurf Teppich[60]
- um 1923: Entwurf Teppich[61]
- um 1923: Entwurf Teppich[62]
- um 1923: Entwurf Teppich[63]
- um 1923: Entwurf WW-Stoff oder Tapete (?) „Wels“[64]
- um 1923: Entwurf WW-Stoff oder Tapete (?)[65]
- um 1923: Entwurf WW-Stoff oder Tapete (?)[66]
- um 1923: Entwurf WW-Stoff oder Tapete (?)[67]
- um 1923: Entwurf WW-Stoff oder Tapete (?)[68]
- um 1923: Entwurf WW-Stoff oder Tapete (?)[69]
- um 1923: Entwurf WW-Stoff oder Tapete (?)[70]
- um 1923: Entwurf WW-Stoff oder Tapete (?)[71]
- um 1923: Entwurf WW-Stoff oder Teppich[72]
- um 1923: Entwurf Glasservice: vier Weingläser[73]
- um 1923: Entwurf Glasservice: zwei Weingläser, drei Likörgläser[74]
- um 1923: Entwurf Glasservice: drei Gläser[75]
- um 1923: Entwurf Glasservice: „Blumenglas“, drei Weingläser[76]
- um 1923: Entwurf Glasservice: vier Gläser[77]
- um 1923: Entwurf Glasservice: vier Weingläser[78]
- vor 1925: Entwurf „Emailbild“ Geburt Christi[79]
- vor 1925: Entwurf „Emailbild“ Madonna mit Kind, thronend[80]
- vor 1925: Entwurf „Emailbild“ Madonna mit Kind, stehend[81]
- vor 1925: Entwurf „Emailteller“ Aschenschale[82]
- vor 1925: Entwurf „Emailteller“ Aschenschale[83]
- vor 1925: Entwurf „Emailteller“ Aschenschale[84]
- vor 1925: Entwurf „Emailteller“ Aschenschale[85]
- vor 1925: Entwurf Emaildose[86]
- vor 1925: Entwurf Emaildose[87]
- vor 1925: Entwurf Emaildose[88]
- vor 1925: Entwurf Emaildose[89]
- vor 1925: Entwurf Emaildose[90]
- vor 1925: Entwurf Emaildose[91]
- vor 1925: Entwurf Aschenschale[92]
- vor 1925: Entwurf Aschenschale[93]
- vor 1925: Entwurf Aschenschale[94]
- vor 1925: Entwurf Zigarettenbecher[95]
- vor 1925: Entwurf Zigarettenbecher[96]
- vor 1925: Entwurf Zigarettenbecher[97]
- vor 1925: Entwurf Zigarettenbecher[98]
- vor 1925: Entwurf Zigarettenbecher[99]
- vor 1925: Entwurf Zigarettenbecher[100]
- vor 1925: Entwurf Aschenschalen, Zigarettenbecher[101]
- um 1925: Entwurf Zigarettenbecher[102]
- um 1925: Entwurf Zigarettenbecher[103]
- um 1925: Entwurf Zigarettenbecher[104]
- um 1925: Entwurf Zigarettenschale[105]
- um 1925: Entwurf Zigarettenbecher[106]
- um 1925: Entwurf Zigarettenbecher[107]
- um 1925: Entwurf Zigarettenbecher[108]
- um 1925: Entwurf Zigarettenbecher[109]
- um 1925: Entwurf Zigarettenschale[110]
- um 1925: Entwurf Zigarettenbecher[111]
- um 1925: Entwurf Zigarettenschale[112]
- um 1925: Entwurf Zigarettenbecher[113]
- um 1925: Entwurf „Emailschale“ Aschenschale[114]
- um 1925: Entwurf „Emailschale“ Aschenschale[115]
- um 1925: Entwurf „Emailschale“ Aschenschale[116]
- um 1925: Entwurf Emailbild[117]
- vor 1926: Entwurf „Emailschale“ Aschenschale[118]
- vor 1926: Entwurf „Emailschale“ Aschenschale[119]
- vor 1926: Entwurf „Emailschale“ Aschenschale[120]
- vor 1926: Entwurf „Emailschale“ Aschenschale[121]
- vor 1926: Entwurf „Emailschale“ Aschenschale[122]
- vor 1926: Entwurf „Emailschale“ Aschenschale[123]
- vor 1926: Entwurf „Emailschale“ Aschenschale[124]
- vor 1926: Entwurf „Emailschale“ Aschenschale[125]
- vor 1926: Entwurf „Emailschale“ Aschenschale[126]
- vor 1926: Entwurf „Emailschale“ Aschenschale[127]
- vor 1926: Entwurf „Emailschale“ Aschenschale[128]
- vor 1926: Entwurf „Emailschale“ Aschenschale[129]
- vor 1926: Entwurf „Emailschale“ Aschenschale[130]
- vor 1926: Entwurf „Emailschale“ Aschenschale[131]
- vor 1926: Entwurf „Emailschale“ Aschenschale[132]
- vor 1926: Entwurf Emailaschenschalen[133]
- vor 1926: Entwurf Emailaschenschale[134]
- vor 1926: Entwurf Puderdosen[135]
- vor 1926: Entwurf Puderdosen[136]
- vor 1926: Entwurf Zündholzschachteln[137]
- vor 1926: Entwurf Zigarettenbecher[138]
- vor 1926: Entwurf Zigarettenbecher[139]
- vor 1926: Entwurf Zigarettenbecher[140]
- vor 1926: Entwurf Zigarettenbecher[141]
- um 1926: Entwurf Zigarettenbecher[142]
- vor 1931: WW-Stoff[143]
- vor 1931: WW-Stoff[144]
- vor 1931: WW-Stoff[145]
- vor 1931: WW-Stoff[146]

## Ausstellungen (Auswahl)
- 1923: Ausstellung von Arbeiten des modernen österreichischen Kunsthandwerks[1]
- 1924: Jubiläumsausstellung des Wiener Kunstgewerbe-Vereins, Österreichisches Museum für Kunst und Industrie[1]
- 1925/1926: Christliche Kunst, 86. Secessionsausstellung[1]
- 1929/1930: Ausstellung Wiener Raumkünstler, Österreichisches Museum für Kunst und Industrie[1]
- 1932: De Trekvogels, Amsterdam[1]

Posthum
- 2021: „Die Frauen der Wiener Werkstätte“, MAK Wien